# كارول كين
كارول كين (بالإنجليزية: Carol Kane)‏ هي ممثلة أمريكية، ولدت في 18 يونيو 1952 بكليفلاند في الولايات المتحدة. بدأت مشوارها المهني سنة 1971، ومن الجوائز التي نالتها قاعة مشاهير نساء أوهايو ‏.

## أعمال

### أفلام
- (1975) عصر يوم قائظ[5]
- (1977) آني هال
- (1979) الدمى[6]
- (1984) سباق مع القمر
- (1987) الأميرة العروس
- (1987) إشتار
- (1999) رجل على القمر[7]
- (1999) سفينة نوح
- (2004) اعترافات ملكة الدراما المراهقة
- (2005) اللهاية[8][9][10]
- (2008) أربعة أعياد ميلاد[11]
- (2010) صائد الجوائز[12]

### مسلسلات
- رجلان ونصف
- سفينة نوح
- كيمي شميت القوية

## جوائز وترشيحات
جوائز
- قاعة مشاهير نساء أوهايو [الإنجليزية]‏

ترشيحات
- جائزة الأوسكار لأفضل ممثلة (1975)

## وصلات خارجية
- كارول كين على موقع IMDb (الإنجليزية)
- كارول كين على موقع روتن توميتوز (الإنجليزية)
- كارول كين على موقع ألو سيني (الفرنسية)
- كارول كين على موقع ميوزك برينز (الإنجليزية)
- كارول كين على موقع تيرنر كلاسيك موفيز (الإنجليزية)
- كارول كين على موقع أول موفي (الإنجليزية)
- كارول كين على موقع قاعدة بيانات برودواي على الإنترنت (الإنجليزية)
- كارول كين على موقع قاعدة بيانات الأفلام السويدية (السويدية)
- كارول كين على موقع إن إن دي بي (الإنجليزية)
- كارول كين على موقع ديسكوغز (الإنجليزية)